# Michelle Remembers
Michelle Remembers é um livro de 1980 coescrito pelo psiquiatra canadense Lawrence Pazder e sua paciente, Michelle Smith, que mais tarde seria sua esposa. O livro foi amplamente desacreditado devido ao seu uso da terapia de memória recuperada, uma prática desacreditada na psicologia, para fazer alegações sensacionalistas sobre abuso sexual em rituais satânicos. Essas alegações contribuíram para o pânico satânico da década de 1980 nos Estados Unidos.
Apesar de ser um best-seller e ser comercializado como um relato factual, Michelle Remembers não apresenta evidências para sustentar suas reivindicações. Todas as investigações subsequentes falharam em corroborar os eventos descritos no livro, levando os investigadores a concluir que seu conteúdo era principalmente baseado em elementos da cultura popular e ficção da época.

## Antecedentes
Michelle Remembers descreve a terapia conduzida por Pazder no final da década de 1970 com sua paciente de longa data, Smith. Em 1973, Pazder iniciou o tratamento de Smith em sua clínica psiquiátrica privada em Vitória, Colúmbia Britânica. Durante uma sessão em 1976, Smith, enquanto estava sendo tratada por depressão após um aborto espontâneo, revelou a Pazder que sentia ter algo importante para compartilhar, mas não conseguia se lembrar do que era. Em seguida, ocorreu uma sessão em que Smith aparentemente entrou em um estado de gritos incessantes por 25 minutos, seguido pelo uso de uma voz infantil. Segundo relatos de Pazder, nos 14 meses seguintes, ele dedicou mais de 600 horas utilizando hipnose para ajudar Smith a recuperar memórias aparentes de abuso ritual satânico ocorrido quando ela tinha cinco anos, entre 1954 e 1955, perpetrado por sua mãe, Virginia Proby, e outros membros de um suposto "culto satânico" em Vitória.

## Publicação
Michelle Remembers foi inicialmente divulgado por meio de artigos nas revistas People e National Enquirer. Durante o ano de 1980, Lawrence Pazder e Michelle Smith empreenderam uma turnê pelos Estados Unidos para promover o livro. Com o tempo, o livro se tornou um sucesso editorial, proporcionando a Pazder e Smith um adiantamento de 100 mil dólares para a edição em capa dura, além de 242 mil dólares pelos direitos de publicação em formato de bolso, royalties e a perspectiva de um contrato para adaptação cinematográfica. Em 1989, quase uma década após sua publicação, Oprah Winfrey apresentou Smith como convidada em seu programa, juntamente com Laurel Rose Willson, autora das também fictícias memórias de sobrevivência ao abuso ritual satânico em Satan's Underground, publicado sob o pseudônimo Lauren Stratford. Ambas as experiências foram tratadas por Winfrey como fatos incontestáveis, sem que fosse questionada a autenticidade das reivindicações feitas em ambos os livros.

## Investigação e desacreditação
Lawrence Pazder, um psiquiatra credenciado e membro do Royal College of Physicians and Surgeons do Canadá, afirmou que os materiais de origem do livro "Michelle Remembers" foram submetidos a escrutínio. No entanto, a precisão das alegações feitas no livro foi questionada pouco tempo após sua publicação. Inclusive, após o lançamento do livro, Pazder retirou sua afirmação de que a Igreja de Satã teria abusado de Michelle Smith, quando Anton LaVey, fundador da igreja, ameaçou processá-lo por difamação.
A revista Maclean's publicou em 27 de outubro de 1980 um artigo no qual o jornalista Paul Grescoe entrevistou Jack Proby, pai de Smith. Proby contestou as acusações dirigidas à falecida mãe de Smith, Virginia, e afirmou sua capacidade de refutar todas as alegações presentes no livro. Grescoe observou que o livro não incluía menções às duas irmãs de Smith, Charyl (a mais nova) e Tertia (a mais velha), tampouco fazia referência ao fato de que tanto Pazder quanto Smith, ambos católicos, haviam se divorciado de seus cônjuges anteriores antes de se casarem. Além disso, o livro não documentava investigações policiais nem qualquer tentativa por parte de Pazder de envolver as autoridades policiais na verificação das acusações nele apresentadas.
Os autores de um livro Debbie Nathan e Michael Snedeker relataram, em um livro de 1995, a ausência de registros em jornais referentes ao acidente automobilístico descrito no livro, ocorrido no período de tempo mencionado. Isto é notável dado que o jornal local costumava reportar todos os acidentes de veículos na época. Além disso, ex-vizinhos, professores e amigos foram entrevistados, e os anuários da escola primária frequentada por Smith foram examinados, sem que fosse encontrada qualquer indicação de ausências prolongadas da escola por parte de Smith ou de sua suposta participação em um ritual contínuo de 81 dias, conforme alegado. Consequentemente, os autores do livro não conseguiram identificar qualquer pessoa que tenha conhecido Smith durante a década de 1950 e que pudesse corroborar os detalhes das alegações feitas por ela.
Um artigo de 2002 por Kerr Cuhulain explorou a improbabilidade das alegações feitas por Smith. Cuhulain destacou várias considerações, incluindo a improbabilidade de que um culto sofisticado, com existência secreta ao longo de gerações, pudesse ser enganado por uma criança de cinco anos. Ele também questionou como o culto poderia realizar rituais no Cemitério Ross Bay sem ser notado, dadas as alegações de Smith de que ela estava gritando, e considerando que o cemitério está cercado por bairros residenciais em três lados. Além disso, também questionou como um ritual de 81 dias, envolvendo centenas de participantes e realizado em uma sala redonda maciça, poderia ocorrer em Vitória sem chamar a atenção. Por fim, apontou que nenhum dos supostos torturadores de Smith, exceto sua mãe, foi identificado, mesmo com a alegação de que alguns deles teriam cortado um de seus dedos médios durante a suposta missa negra.
Similarmente a outros autores, Cuhulain notou que muitas das supostas memórias recuperadas por Smith pareciam refletir elementos da cultura popular da época, como o filme O Exorcista, e as próprias crenças religiosas e experiências de Pazder quando ele morava e trabalhava na África no início da década de 1960. Ele considerou estranho que Pazder não tenha relatado nenhum dos alegados abusos sexuais sofridos por Michelle à polícia.
No livro The Oxford Handbook of New Religious Movements, James R. Lewis enfatizou a necessidade de tratar Michelle Remembers com grande ceticismo, apontando que todas as acusações parecem ter sido retiradas de relatos de sociedades secretas da África Ocidental da década de 1950, e posteriormente importadas para o Canadá. Além disso, Nichol Spanos destacou a falta de corroboramento das memórias alegadas por Smith e expressou ceticismo em relação a algumas delas, que envolviam encontros com seres sobrenaturais. Também é mencionado que o pai de Smith e suas duas irmãs não mencionadas negaram as alegações feitas por ela. Spanos ainda observou o tempo que Pazder passou na África Ocidental, durante um período em que existia preocupação difundida sobre cultos secretos envolvendo práticas sanguinárias e canibais.

## Impactos
Apesar da ausência de evidências e das críticas dirigidas, as alegações apresentadas em Michelle Remembers foram inicialmente consideradas verídicas. Com o aumento repentino de casos durante a década de 1980, possivelmente influenciados pela publicação do livro, a experiência de Pazder foi solicitada. Ele se envolveu em entrevistas, palestras e atuou como consultor no julgamento da escola McMartin. O livro, por sua vez, foi empregado como material de referência por promotores legais e assistentes sociais.

## Repercussão
O filme Satan Wants You de 2023, dirigido por Sean Horlor e Steve J. Adams, destaca Michelle Remembers como seu tema central. O documentário investiga a origem do pânico moral na América do Norte em relação a cultos satânicos e abusos em rituais durante a década de 1980.